# Vuurtempels van Kunar Siah

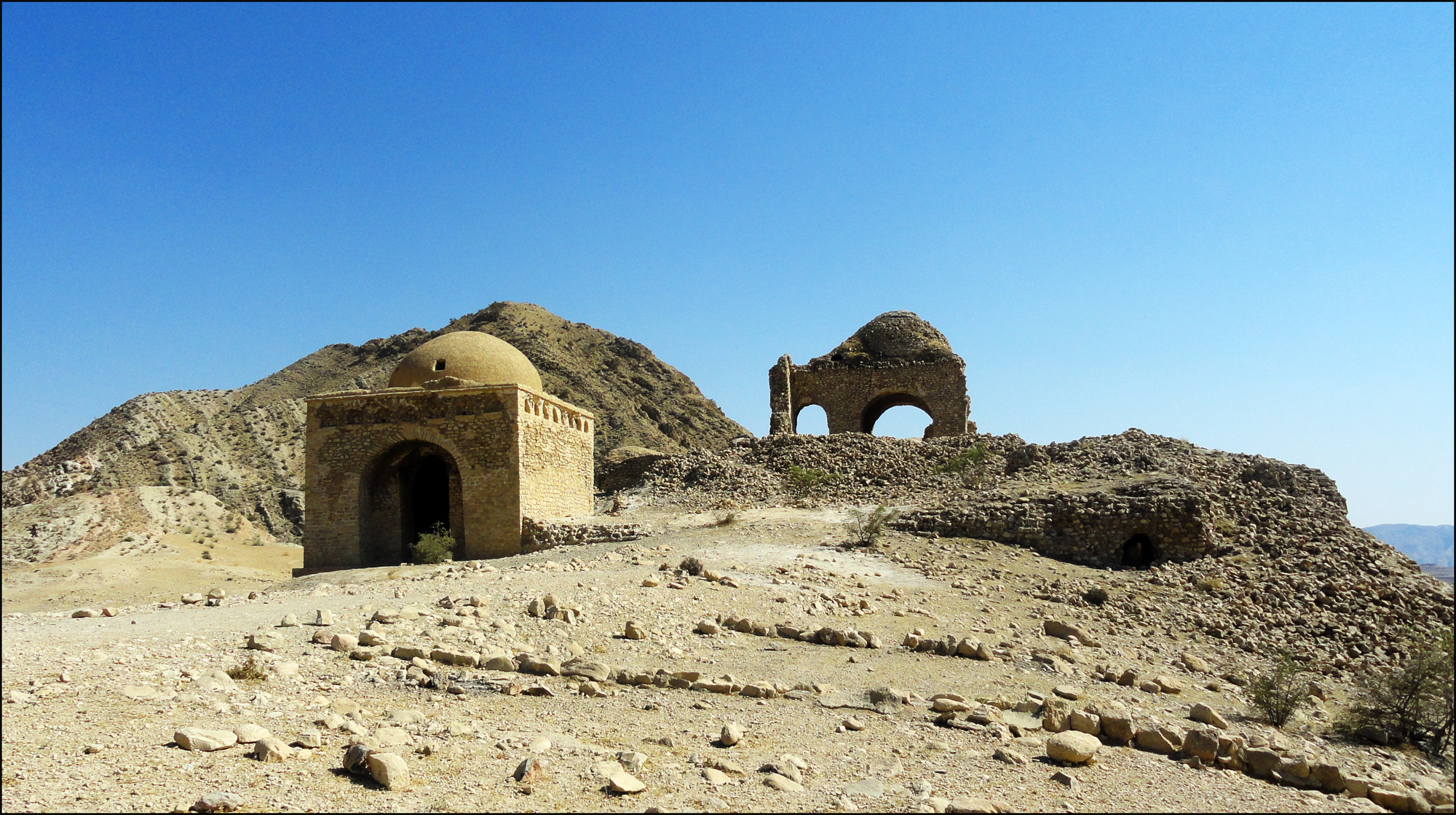
Vuurtorens met boogvensters in Kunar Siah

De vuurtempels van Kunar Siah zijn een complex van zoroastrische tempels uit de tijd van de Sassaniden in de Iraanse provincie Fars. 
Een vuurtempel bestaat uit een atashgah of vuurtoren (de ruimte voorbehouden aan de priesters waar het eeuwige vuur brandde) en een pyreum (de ruimte waar het vuur tijdens ceremonies aan de gelovigen werd getoond).  
Een van de tempels van Kunar Siah heeft een atashgah van 9 bij 10 m en een hoogte van 4,8 m. Deze ruimte heeft twee ingangen. Een ingang leidt via een gang naar het pyreum, hier in de vorm van een chahar taq (een open voorhof). Drie kilometer verder zijn er ruïnes van een grote beschutte ruimte die bestemd was voor de gelovigen.